# Пражский конгресс 1813 года
Пражский конгресс 1813 года — съезд уполномоченных представителей воюющих сторон: русско-прусской с одной стороны и французской с другой. Проходил в Праге с 12 июля по 10 августа 1813 года при посредничестве Австрии в период перемирия и был призван положить конец войне. Мир заключён не был. Австрия присоединилась к коалиции в войне против Наполеона.

## Предыстория
Выиграв два генеральных сражения при Лютцене и при Бауцене, Наполеон не сумел разбить русско-прусскую объединённую армию. Исход сражений «стал большим разочарованием». Понеся значительные потери, Наполеон всего лишь оттеснил союзную армию вдоль линии отступления. Одновременно Наполеон проигрывал Великобритании. В конце мая британский генерал Веллингтон начал успешное наступление в Испании. 26 мая французы эвакуировали Мадрид. Учитывая обстановку, Наполеон пришел к выводу о необходимости заключить перемирие, с тем чтобы восстановить кавалерию, привести в порядок измотанную в боях армию. Необходимо было не допустить присоединение Австрии к коалиции и возобновить переговоры с Александром I о мире. 25 мая Коленкур, выполняя приказ Наполеона, написал Нессельроде о согласии заключить перемирие. Соглашение о перемирии было подписано 4 июня в Плейсвице.
Предполагалось, что перемирие будет действовать до 20 июля. 27 июня в Райхенбахе была подписана секретная конвенция между Австрией, Россией и Пруссией. Согласно конвенции, Австрия обязалась присоединиться к коалиции и объявить войну Франции, если до 20 июля 1813 года (дата прекращения перемирия) Наполеон не согласится на выдвинутые союзниками 4 условия :
- передать коалиции герцогство Варшавское;
- увеличить владения Пруссии: передать Данциг и часть территории герцогства Варшавского вследствие его раздела. Вывести французские войска из крепостей на прусской и польской территориях;
- Иллирию передать Австрии;
- отказаться от ганзейских городов и прибрежных территорий Северного моря.

С целью выявить на какие уступки согласится Наполеон для прекращения войны, 28 июня Меттерних прибыл в Дрезден. На аудиенции Меттерних изложил Наполеону условия союзников. 30 июня в Дрездене была заключена конвенция, согласно которой Наполеон принял предложение Меттерниха продлить перемирие до 10 августа 1813 года и дал согласие на проведение мирных переговоров при посредничестве Австрии в Праге.

## Конгресс
Согласно конвенции от 30 июня 1813 года, уполномоченные воюющих сторон должны были прибыть в Прагу к 5 июля. Однако, по предложению Меттерниха срок был перенесен на 12 июля. Были назначены уполномоченные представители: от Австрии — Меттерних, от России — Анстедт, от Пруссии — Гумбольдт, от Франции — Коленкур. Находившийся с 9 июля в Праге Нарбонн, на начало переговоров не имел мандата. 12 июля представители Пруссии и России прибыли в Прагу. Меттерних предложил формат переговоров по примеру Тешенского конгресса 1779 года: стороны должны были, через посредника, письменно обмениваться своими доводами. Процедура позволяла избегать долгих словесных прений. Русско-прусская сторона согласилась с форматом переговоров. Французский уполномоченный Коленкур прибыл в Прагу 28 июля с опозданием на 16 дней. Меттерних торжественно объявил Коленкуру, что «если до 10 августа не будет заключен мир, то 11 августа Австрия объявит войну Франции». Русско-прусская сторона, через австрийского посредника Меттерниха, передала новые требования к французской, существенно дополнив прежние, рейхенбахские от 27 июня:
- восстановить Австрию в границах до 1805 года;
- восстановить Пруссию в границах до 1806 года;
- распустить Рейнский союз. Дать независимость Германии и возвратить северные территории;
- осуществить раздел Герцогства Варшавского; дать независимость Голландии;
- восстановить прежнюю испанскую династию на престоле;
- дать независимость Италии.

Но «прежде предъявления обоюдных претензий», французские уполномоченные отказались от предложенного Меттернихом формата проведения переговоров. Русско-прусские уполномоченные обвинили французских в затягивании конгресса спорами по процедурным вопросам «за несколько дней до его окончания». Французские уполномоченные следовали инструкциям Наполеона и не знали, что ответить на новые требования союзников. Наконец, 4 августа Наполеон «приказал Коленкуру узнать на каких условиях Австрия согласна заключить союз с Францией или по крайней мере остаться нейтральной». 7 августа Наполеон получил ответ с новыми требованиями русско-прусской стороны (кроме 5 и 6 пунктов) от Меттерниха. Наполеон вновь медлил с ответом.
Согласно исследованиям историка Богдановича, «Наполеона подвела его пагубная самонадеянность»:
 Если бы он немедленно принял их (новые требования), то война была-бы окончена. Однако, подобный мир казался ему тяжким. Он надеялся, что по истечении перемирия Австрия тотчас не решиться принять сторону неприятеля
10 августа (день окончания перемирия) Наполеон отправил ответ, который никак не мог устроить союзников. К примеру, он настаивал на сохранение Рейнского союза и его расширения до Одера. Королю Саксонии передавались богемские и силезские земли в обмен утраченных польских". Ответ был получен Меттернихом 11 августа.
12 августа Меттерних направил ноту об объявлении войны французскому послу при Венском дворе графу Нарбонну. 15 августа граф Нарбонн доставил ноту Наполеону в Дрезден. Однако, Наполеон ожидал заключения мира. Он написал Коленкуру о своей готовности принять русско-прусские условия. Просил оставить за собой ганзейские города с землями, как залог для заключения всеобъемлющего мира.
Меттерних ответил Коленкуру, что Австрия присоединилась к русско-прусскому союзу и не является посредником воюющих сторон. Наполеон предложил продолжить переговоры даже при возобновлении военных действий. Меттерних сообщил Коленкуру, что доведёт, полученную информацию, до Монархов. Однако, союзные Монархи не видели смысла в продолжении дальнейших переговоров. Образовалась более мощная коалиция европейских держав на предстоящую осеннюю компанию 1813 года, которая завершилась поражением Наполеона в  битве под Лейпцигом.